# Sola zwyczajna
Sola zwyczajna, sola, podeszwica (Solea solea) – gatunek ryby z rodziny solowatych (Soleidae), zaliczana do grupy płastug. Poławiana gospodarczo.

## Występowanie

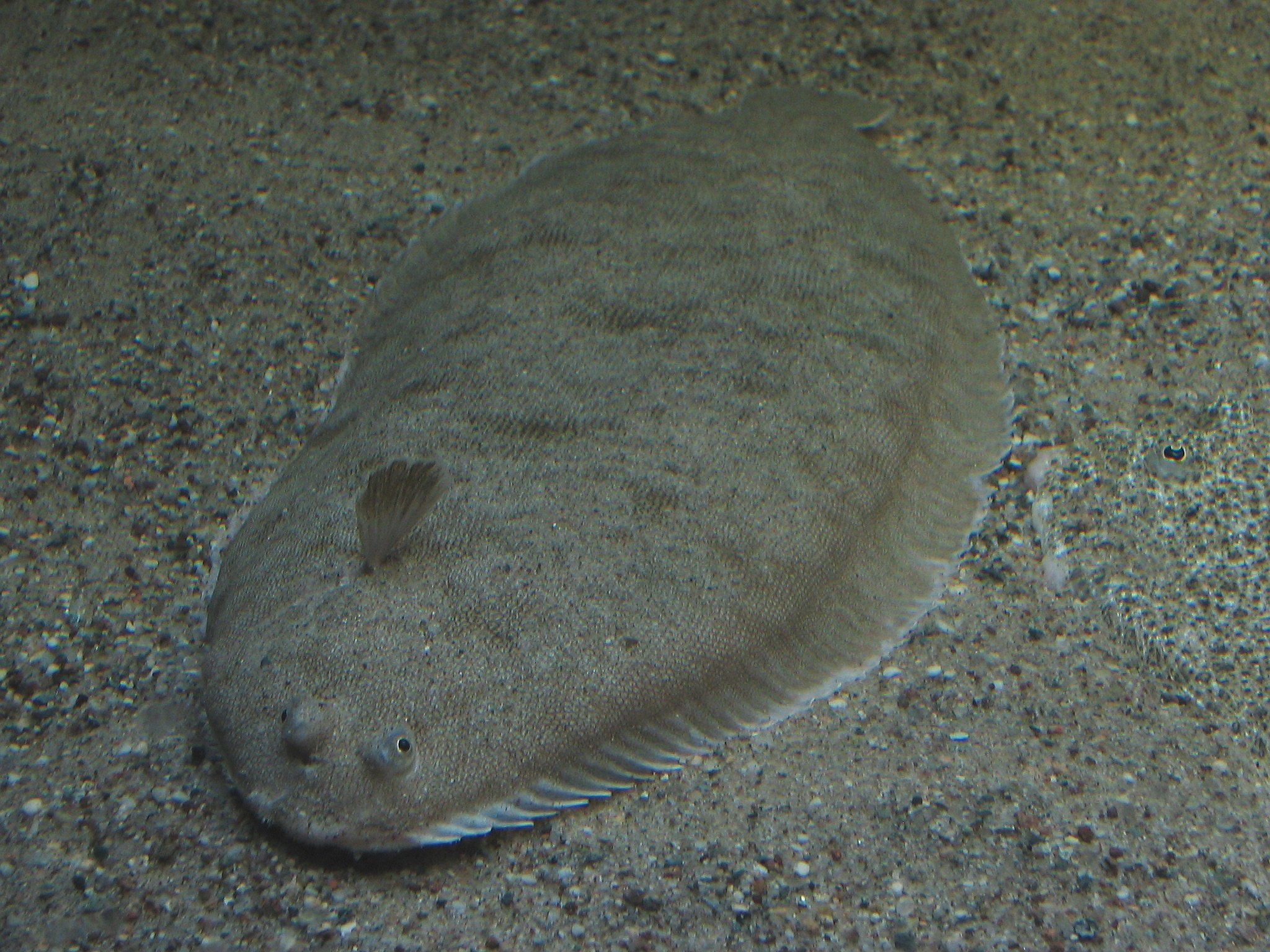
sola (1.1) na dnie

Strefa przybrzeżna wzdłuż wybrzeży Europy od Morza Czarnego przez Morze Śródziemne po Morze Północne. Pojawia się również w zachodnim Bałtyku.
Przebywa zwykle samotnie w strefie przybrzeżnej na piaszczystym lub mulistym dnie w zakresie temperatur od 8 – 24 °C. Zimą schodzi głębiej. Wchodzi do rzek.

## Morfologia
Dorasta do 70 cm długości i maksymalnie 3 kg masy. Przeciętna długość osobnika wynosi 30 cm. Charakteryzuje się płaskim, owalnym kształtem ciała z oczami po tej samej stronie tułowia. Głowa zaokrąglona. Płetwa grzbietowa rozpoczyna się tuż za głową i sięga nasady ogona. Płetwa odbytowa długa, również sięga nasady ogona. 
Strona grzbietowa szarobrązowa do czerwonawobrązowej z dużymi, ciemnymi, nieregularnie rozmieszczonymi cętkami.

## Odżywianie
Żeruje nocą, zjadając bezkręgowce, a czasem małe ryby.

## Wartości odżywcze
Sola w 100 g zawiera 80 mg cholesterolu.
| Ilość aminokwasów w 100 g | Ilość aminokwasów w 100 g |
| Nazwa                     | Ilość w mg                |
| ------------------------- | ------------------------- |
| Izoleucyna                | 794                       |
| Leucyna                   | 1432                      |
| Lizyna                    | 1805                      |
| Metionina                 | 509                       |
| Cystyna                   | 362                       |
| Fenyloalanina             | 656                       |
| Tyrozyna                  | 535                       |
| Treonina                  | 949                       |
| Tryptofan                 | 112                       |
| Walina                    | 889                       |
| Arginina                  | 984                       |
| Histydyna                 | 405                       |
| Alanina                   | 1156                      |
| Kwas asparaginowy         | 1803                      |
| Kwas glutaminowy          | 2735                      |
| Glicyna                   | 984                       |
| Prolina                   | 768                       |
| Seryna                    | 820                       |